# Plaza del Reloj
Cuenta con una torre reloj con imágenes de criaturas míticas y de la historia de Ucayali. Rodeado de jardines se encuentra cerca  de la ribera del río Ucayali y el muelle que transporta mercancías y pasajeros. Fue la primera plaza en que tuvo la ciudad. Fue construido entre 1950 y 1951. Allí se encuentra un busto de héroe nacional Miguel Grau y la torre reloj de 25 metros de alto que servía de guía a las embarcaciones que se acercaban.
Fue diseñada por Carlos Prentice Chavez en 1949. En 1961 se encarga la construcción de la torre.
Se encuentra en la intersección de los jirones Ucayali, Tacna, Tarapacá y 9 de Diciembre.